# Liste der Comedy-Central-Sendungen

Logo von Comedy Central Deutschland, Österreich und der Schweiz

Die Liste der Comedy-Central-Sendungen enthält eine Aufzählung der Sendungen und Serien, die bei Comedy Central Deutschland seit Sendestart im Januar 2007 ausgestrahlt wurden bzw. werden.

## Derzeit ausgestrahlte Sendungen
(Sender der Erstausstrahlung der Sendung, falls diese nicht auf Comedy Central erfolgte)
- American Dad (MTV)
- Another Period
- Bob’s Burgers
- CC:N – Comedy Central News (mit Ingmar Stadelmann)
- Comedy Central Presents Standup 3000
- Comedy Central Presents (Germany)
- Cosmo & Wanda: Wenn Elfen weiterhelfen (Nickelodeon)
- Detroiters
- Die Goldbergs (Disney Channel)
- Die Thundermans (Nickelodeon)
- Family Guy (ProSieben)
- Friends (Sat.1)
- Fugget About It
- Goldie’s Oldies (Nickelodeon)
- Little Britain
- Modern Family (RTL Nitro)
- Most Ridiculous
- Odd Mom Out
- Rick & Morty (TNT Serie)
- Roast Battle
- Seinfeld (ProSieben)
- Solar Opposites
- South Park (RTL)
- Takeshi’s Castle Thailand
- The Cleveland Show
- Ugly Americans
- Willkommen bei den echten Louds (Nickelodeon)

## Ehemals ausgestrahlte Sendungen nach Produktionsland
(Sender der Erstausstrahlung der Sendung, falls diese nicht auf Comedy Central erfolgte)

### Australien
- Comedy Inc.

### Deutschland
- Anke (Sat.1)
- Badesalz
- C-Cup
- Comedystreet (ProSieben)
- Das Amt (RTL)
- Der Comedy Sketch-Mix
- Die 100 allerdümmsten Clips der Welt
- Die Comedy-Falle (Sat.1)
- Die Dümmsten…
- Die Sketch Show (ProSieben)
- Fat For Fun
- Frag den Lippe
- Game One (MTV)
- Genial daneben (Sat.1)
- Hartzen mit Buddy Ogün
- Höllische Nachbarn (RTL)
- Hot Spots
- Join the Club
- Kargar trifft den Nagel
- Kollegium – Klassenkampf im Lehrerzimmer
- Ladykracher (Sat.1)
- Netz-O-Rama
- Mundstuhl
- NightWash (WDR)
- Para-Comedy
- Pastewka (Sat.1)
- Quatsch Comedy Club (ProSieben)
- rent a Pocher (ProSieben)
- Schmidt Comedy Show (aus dem Schmidt Theater in Hamburg)
- Schulmädchen (RTL)
- Switch (ProSieben)
- Total lustig – Die besten Clips mit Ruth Moschner
- u. A. w. g. – um Antwort wird gebeten
- ulmen.tv
- Was guckst du?! (Sat.1)

### Großbritannien
- Blessed
- Brotherhood
- Come Fly with Me
- Coupling – Wer mit wem? (ProSieben)
- Creature Comforts
- Dr. Slippery
- Extras
- Green Wing
- Home Again
- Hotel Babylon (FOX Channel)
- Hyperdrive – Der Knall im All
- I Live with Models
- Little Britain Abroad
- Little Miss Jocelyn
- My Family (NICK Comedy)
- Olivia Lee: Dirty Sexy Funny
- Respectable
- Rude Tube
- Smack the Pony (ProSieben)
- Suburban Shootout – Die Waffen der Frauen
- Swinging – Liebe, Sex & andere Katastrophen
- The Graham Norton Show
- The IT Crowd
- Threesome

### Japan
- Takeshi’s Castle (DSF)

### Kanada
- Call Me Fitz
- Crash Canyon (MTV)
- Just for Laughs – Die Lachattacke (NICK Comedy)
- Kenny vs. Spenny
- Naked & Funny
- Testees
- Trailer Park Boys

### Niederlande
- New Kids
- Popoz

### USA
- About a Boy
- Adventure Time – Abenteuerzeit mit Finn und Jake (Cartoon Network)
- Alle hassen Chris (ProSieben)
- Alle lieben Raymond (ProSieben)
- Ally McBeal (VOX)
- America’s Most Smartest Model
- Archer (MTV)
- Arrested Development
- Auf schlimmer und ewig (RTL)
- Becker (Premiere Comedy)
- Better Off Ted – Die Chaos AG
- BoJack Horseman (Netflix)
- Chappelle’s Show (MTV)
- Chaos City (ProSieben)
- Clueless – Die Chaos-Clique (ProSieben)
- Comedy Central Roast (Charlie Sheen, David Hasselhoff, Pamela Anderson, Roseanne Barr, William Shatner; siehe Roast)
- Community (ProSieben)
- Corporate
- Crank Yankers – Falsch verbunden! (VIVA)
- Dharma & Greg (ProSieben)
- Der Prinz von Bel-Air (RTL)
- Die nackte Pistole (ProSieben)
- Die wilden Siebziger (RTL)
- Drawn Together (MTV)
- Ehe ist...
- Ein Single kommt immer allein (RTL)
- Ein Trio zum Anbeißen (VOX)
- Eine schrecklich nette Familie (RTL)
- Eine starke Familie (RTL)
- Ellen (Das Erste)
- Frasier (kabel eins)
- Futurama (ProSieben)
- Gary Unmarried
- Girlfriends (NICK Comedy)
- Golden Girls (Das Erste)
- Greg the Bunny
- Happy Endings
- He’s a Lady
- Hier kommt Bush! (RTL II)
- Hinterm Mond gleich links (ZDF)
- Hör mal, wer da hämmert (Das Erste)
- Hot Properties – Gut gebaut und noch zu haben
- Hung – Um Längen besser
- Immer wieder Jim (Disney Channel)
- Inside Amy Schumer
- It’s Always Sunny in Philadelphia
- Jack & Jill (NICK Comedy)
- Jeff Dunham – Genie gegen Wahnsinn
- Jeff Dunham – Kontrolliertes Chaos
- Jeff Dunham – Selbstredend
- Jingle Bombs! – Weihnachten mit Jeff Dunham
- Keine Gnade für Dad (ProSieben)
- King of the Hill (K-Toon)
- King of Queens (RTL II)
- Life in Pieces
- Love, Inc.
- Little Britain USA
- Meine wilden Töchter (ProSieben)
- Melissa & Joey
- The Mindy Project
- Modern Men
- My Name is Earl (RTL)
- NewsRadio (RTL II)
- Office Girl (ProSieben)
- Out of Practice – Doktor, Single sucht …
- Parks & Recreation – Das Grünflächenamt (Glitz)
- Reality Show – Ahnungslos berühmt
- Reno 911! (kabel eins)
- Roseanne (ProSieben)
- Rules of Engagement (Kabel eins)
- Sex and the City (ProSieben)
- Pamela Anderson in: Stacked
- Stella
- Stripperella
- Susan (RTL)
- Teachers
- The Daily Show – Global Edition
- The Exes
- The Girls of the Playboy Mansion (VIVA)
- The Jeff Dunham Show
- The New Adventures of Old Christine
- The Office (Super RTL)
- The Sarah Silverman Program
- Tori Spelling: So noTORIous
- Tosh.0
- TripTank
- Twins
- Up All Night
- Veronica (RTL)
- Verrückt nach Dir (RTL)
- Will & Grace (ProSieben)
- Workaholics